# Analisi del pericolo
L'analisi del pericolo  (Hazard Analysis in inglese) è un processo utilizzato per analizzare i pericoli, i cui risultati passano attraverso la loro identificazione, la loro inaccettabilità e la selezione di metodi per controllarli o eliminarli. Il termine è usato in molte discipline, tra cui avionica, ingegneria chimica, ingegneria dell'affidabilità, ingegneria della sicurezza e sicurezza alimentare.
L'analisi del pericolo è composta da varie fasi:
- L'identificazione, lo studio e il monitoraggio di ogni pericolo (hazard) che potrebbe manifestarsi in ogni fase del processo in esame per determinarne il suo potenziale, l'origine, le caratteristiche e il suo comportamento. The UNDRR brings governments, partners, and communities together to reduce disaster risk and losses and to ensure a safer, sustainable future.
- Il processo di raccolta e valutazione delle informazioni sui pericoli, per determinare quali sono significativi (e come devono essere indirizzati da un eventuale piano HACCP [2][3])
- La descrizione e la realizzazione delle misure necessarie per ridurne l'impatto.[4]

## Rischio e pericolo
Un rischio (risk)  è definito dalla FAA, come una "Condizione, evento, o circostanza che potrebbe condurre o a contribuire ad un fatto imprevisto o indesiderabile". Un incidente (o un mancato incidente) può verificarsi come risultato di una causa o di una sequenza di cause. Un'analisi del rischio deve considerare lo stato del sistema, tra cui l'ambiente in cui opera, i guasti e i malfunzionamenti.
In alcuni casi i pericoli per la sicurezza possono essere eliminati, ma nella maggior parte dei casi è necessario accettare l'esistenza di un pericolo potenziale per la sicurezza. Per poter quantificare prima i danni (per la salute e la sicurezza, economici, ecc.) derivanti dal verificarsi di un incidente, devono essere analizzate le potenziali conseguenze di un incidente e la probabilità che avvenga. 
Per valutare praticamente un rischio potenziale è necessario costruire una tabella in cui viene indicata la probabilità di accadimento  che possa verificarsi, e le valutazioni della magnitudine delle sue possibili conseguenze .
I rischi che ricadono in un livello di danno inaccettabile vanno in qualche modo minimizzati (o quando possibile eliminati) onde diminuire la frequenza e/o ridurre la gravità dei danni previsti, a volte attraverso una revisione dello stesso processo produttivo.
Per esempio, in avionica, quando un processo è composto anche da una parte software, lo sviluppo deve sottostare alle regole imposte dalla certificazione di sicurezza DO-178B. Analogamente per l'elettronica si devono seguire le regole imposte dalla certificazione di sicurezza DO-254. La gravità delle conseguenze identificate dall'analisi del rischio definisce il livello di criticità di un software. Nella certificazione di sicurezza DO-178B vengono definiti 5 livelli di rischio, corrispondenti al rischio di causare danni  "catastrofici", fino a "nessun effetto sulla sicurezza".